# Ванкуверская служба помощи жертвам изнасилований и приют для женщин
Ванкуверский центр помощи жертвам изнасилований и приют для женщин (англ. Vancouver Rape Relief & Women's Shelter) — старейший центр помощи жертвам сексуального насилия в Канаде. Он расположен в Ванкувере (провинция Британская Колумбия) и был основан в 1973 году. С 1983 года центр функционирует как феминистское убежище, предоставляя защиту женщинам, подвергшимся насилию со стороны мужчин, включая отцов, мужей, сыновей, сутенёров, арендодателей и домовладельцев. Центр является членом Канадской ассоциации центров сексуального насилия (CASAC) и работает как независимая неправительственная организация, не связанная с системой уголовного правосудия.

## Сервисы
В центре действует круглосуточная бесплатная и конфиденциальная телефонная линия доверия, предназначенная для женщин, подвергшихся насилию. В своей деятельности организация стремится искоренить все формы насилия в отношении женщин, включая «сексуальное насилие, нападение на жен, инцест, проституцию и сексуальные домогательства», как указано на их веб-сайте. Для достижения этой цели центр не только предоставляет убежище, образование, ресурсы и поддержку женщинам, но и активно участвует в глобальной политической борьбе, затрагивая вопросы расы, социального класса, колониализма и империализма.
Ванкуверская служба помощи жертвам изнасилований и шелтер для женщин включает 27 членов, работающих в приюте, из которых 10 являются штатными сотрудниками. Организация стремится отражать разнообразие населения Ванкувера, поэтому треть её членов идентифицируют себя как лесбиянки, треть — как женщины из рабочего класса, а почти половина определяют себя как цветные женщины. Центр публично заявляет, что среди его членов есть женщины, которые сами пережили насилие, пользовались услугами горячей линии, проживали в приюте или имели опыт работы в секс-индустрии.

## Кимберли Никсон против Ванкуверской службы помощи жертвам изнасилований и приюта для женщин
В августе 1995 года транс-женщина Кимберли Никсон подала жалобу на шелтер в Трибунал по правам человека Британской Колумбии после отказа принять её на программу обучения для консультанток службы. Никсон утверждала, что отказ был дискриминацией, нарушающей её права в соответствии с разделом 41 Кодекса прав человека Британской Колумбии. В свою защиту организация заявила, что социализация в детстве играет ключевую роль в формировании личности, и люди, которым при рождении был присвоен мужской пол и которые выросли с мужскими привилегиями, не могут эффективно работать консультантами. Однако Трибунал принял решение в пользу Никсон и постановил выплатить ей компенсацию в размере 7500 канадских долларов.
Общество помощи жертвам изнасилований в Ванкувере обжаловало решение Трибунала в Верховном суде Британской Колумбии. В 2005 году суд отменил вердикт Трибунала, сославшись на то, что шелтер подпадает под защиту статьи 41 Кодекса прав человека Британской Колумбии, которая предусматривает исключения для определённых типов организаций. Кимберли Никсон подала апелляцию в Верховный суд Канады, но в феврале 2007 года её апелляция была отклонена. Адвокат Ванкуверской службы, Кристин Бойл, положительно оценила решение суда, заявив, что «право на организацию подтверждено и защищено законом». В свою очередь, адвокат Никсон, Барбара Финдли, выразила разочарование решением, но отметила, что остаётся оптимистичной: «В конечном итоге то, что доступно всем женщинам, будет доступно и транс-женщинам. Это показывает, что достижение равенства для трансгендерных людей займёт время, но другие дела обязательно последуют».
В марте 2019 года городской совет Ванкувера принял решение прекратить будущее финансирование Ванкуверской службы помощи жертвам изнасилований, заявив, что оно будет восстановлено только при условии расширения всех услуг организации, включая предоставление жилья в кризисном приюте, для всех женщин, включая транс-женщин.  
Член совета Кристин Бойл отметила: «Чтобы получить городское финансирование, они должны обслуживать всех женщин, в том числе транс-женщин».  
В ответ представительница организации Хилла Кернер подчеркнула, что персонал всегда обеспечивает безопасность любого трансгендерного человека, обратившегося за помощью. Однако она добавила: «Наша основная работа, наши основные услуги и структура организации основаны на специфическом угнетении, связанном с рождением женщиной. Именно поэтому наши услуги предназначены только для женщин, рождённых женщинами».